# توتر الثدي
توتر الثدي (بالإنجليزية: Breast tension)‏ هو مُصطلح يُشير إلى مجموعة من الأعراض التي من الممكن أن تحصل في الثديين، وَمِنها:
- ألم الثدي.
- تحفل الثدي.